# 南旺映画
南旺映画（なんおうえいが）は、かつて存在した日本の映画会社。
1933年に「映画国策樹立に関する建議案」を衆議院に提出して国家による映画統制を基礎づけた代議士岩瀬亮が南旺商事会社を1939年に設立し、そこに大日本児童映画協会を設立して教育映画を製作した。しかし収益が上がらないので南旺映画株式会社に拡大して東宝と配給契約を結び、一般映画も製作した。
1940年に製作された『煉瓦女工』（千葉泰樹監督）が検閲で公開不許可（1946年に公開）になるなど経営は思わしくなく、1941年には東宝の傘下となる。その時、藤本真澄が東宝から出向してくる。同年末、東宝に吸収されて解散する。
戦後1953年に『純情社員』（新東宝配給）、1954年に『少年ケニヤ』（大映配給）を製作して復活したが2作限りとなった。

## 作品
| 作品名             | 公開日         | 監督       | 配給                   |
| ------------------ | -------------- | ---------- | ---------------------- |
| 空想部落           | 1939年12月7日  | 千葉泰樹   | 東宝映画               |
| 秀子の應援團長     | 1940年1月31日  | 千葉泰樹   | 東宝映画               |
| 鷹狩り             | 1940年2月22日  |            | 日本短篇映画社（提供） |
| 彦六なぐらる       | 1940年3月7日   | 千葉泰樹   | 東宝映画               |
| 幡随院長兵衛       | 1940年5月29日  | 千葉泰樹   | 東宝映画               |
| 笑ふ地球に朝がくる | 1940年6月26日  | 津田不二夫 | 東宝映画               |
| 南風交響楽         | 1940年7月24日  | 高木孝一   | 東宝映画               |
| 流旅の人々         | 1941年3月5日   | 高木孝一   | 東宝映画               |
| 女性新装           | 1941年4月16日  | 千葉泰樹   | 東宝映画               |
| ココ椰子           | 1941年5月13日  | 小野博之   | 日本映画社             |
| 馬さん有難う       | 1941年6月19日  | 世羅昌一   |                        |
| 結婚の生態         | 1941年7月30日  | 今井正     | 東宝映画               |
| 砂糖の島           | 1941年8月21日  | 小野博之   |                        |
| 三太のラッパ       | 1941年9月10日  | 津田不二夫 | 東宝映画               |
| 秀子の車掌さん     | 1941年9月17日  | 成瀬巳喜男 | 東宝映画               |
| 煉瓦女工           | 1946年2月14日  | 千葉泰樹   | 松竹                   |
| 純情社員           | 1953年12月1日  | 斎藤達雄   | 新東宝                 |
| 少年ケニヤ         | 1954年10月13日 | 岩沢庸徳   | 大映                   |